# Thomas Brezina

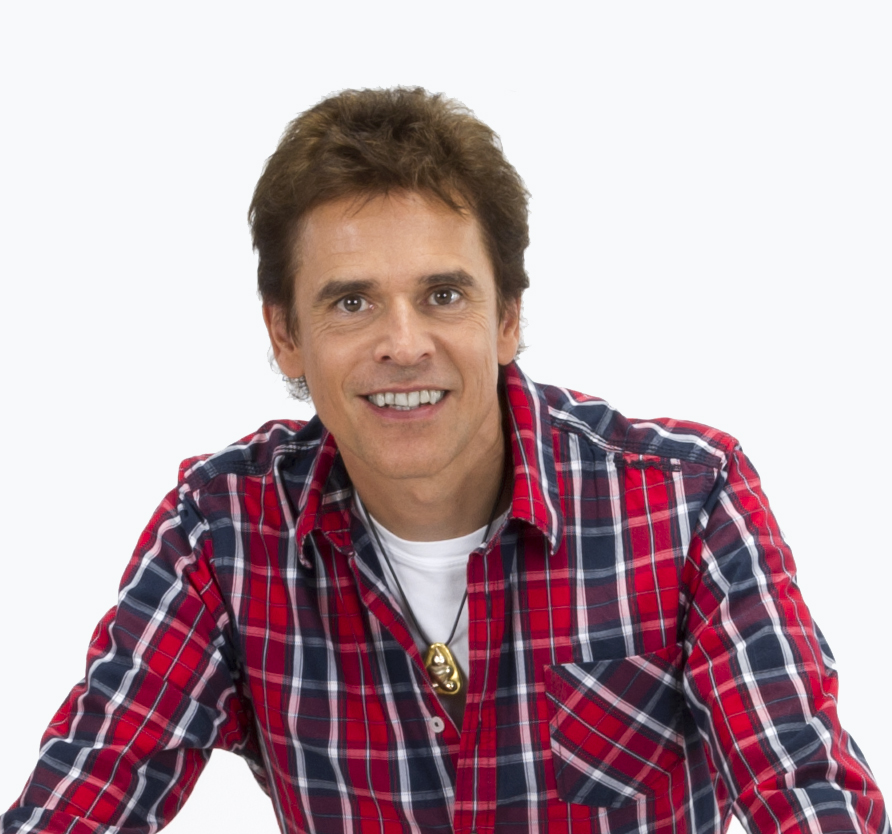
Thomas Conrad Brezina

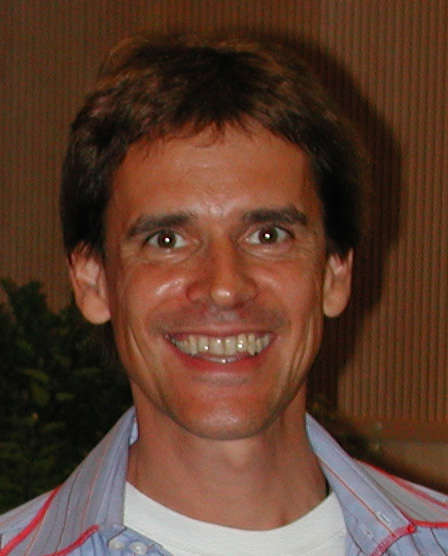
Thomas Brezina în 2004

Thomas Conrad Brezina, (n. 30 ianuarie 1963, Viena, Austria), este un scriitor austriac de cărți pentru copii. El este cunoscut mai ales pentru seria Gang Knickerbocker și poveștile lui despre bicicleta vorbitoare, Tom Turbo. El a publicat peste 550 de cărți  și cărțile sale au fost traduse în 35 de  limbi. Seria Kids Knickerbocker descrie aventurile a patru prieteni între 9 și 14 ani, care rezolvă mistere, iar seria a fost adaptată pentru televiziune.
Eroina din cărțile Penny trăiește la o fermă și, în prima serie - Ce este o viață de câine, după toate?), salvează un câine de a fi ucis. O carte din serie a ajuns pe locul patru într-un sondaj de opinie din 2007 cu titlurile preferate ale copiilor germani.
Poveștile cu Tom Turbo se referă la o bicicletă vorbitoare capabilă de 111 cascadorii uimitoare. Împreună cu cei doi prieteni, Caro și Claro, și șeful său, Thomas Brezina, bicicleta rezolvă mistere. Dușmanul său principal este Fritz Fantom.
Brezina este, de asemenea, autorul seriei detectivistice Un Mister pentru Tine și pentru Tiger Team (cunoscută sub numele de "冒险 小虎队" în chineză), Un Super Mister pentru Tine și pentru Tiger Team (cunoscută sub numele de "超级 版 冒险 小虎队" în chineză ), și PSSST! SECRETUL NOSTRU! (cunoscută sub numele de "女生 冒险 小虎队" în chineză). Aceste cărți au fost traduse în chineză și vândute pe scară largă.
Grija pentru copii, drepturilor lor, dorințele și opiniile lor sunt deosebit de importante pentru el. Thomas a fost ambasadorul UNICEF Austria pentru copii din 1996 (UNICEF este o asociație internațională, care aduce în atenție cele mai multe nedreptăți suferite de copii din întreaga lume).
Thomas Brezina locuiește în Viena, pe malul lacului Neusiedl (Burgenland), și de multe ori pleacă în vacanță în Londra.
În prezent, el este co-prezentator al serialului Forscherexpress, serial pe care-l prezintă cu Kati Bellowitsch.

## Legături externe
- Site web oficial